# Go Trabi Go 2 – Das war der wilde Osten
Go Trabi Go 2 – Das war der wilde Osten ist eine deutsche Filmkomödie aus dem Jahr 1992. Wie im erfolgreichen Vorgänger Go Trabi Go (1991) sind erneut Wolfgang Stumph, Claudia Schmutzler und Marie Gruber in den Hauptrollen zu sehen. Auch die Nebenrollen sind prominent besetzt mit Rolf Zacher, Uwe Friedrichsen, Dietmar Schönherr, Jochen Busse, Gunther Emmerlich, Wolfgang Lippert, Tom Pauls, Uwe Steimle u. v. a.

## Handlung
Als die Familie Struutz aus ihrem Italien-Urlaub zurückkehrt, hat sich in Bitterfeld einiges verändert. Grund und Boden werden durch den US-Investor William Buck planiert und zum modernen Golfplatz umgebaut. Ein Neuanfang in der Großstadt Dresden wird nun versucht. Dabei kommt Udo Struutz die Erbschaft einer Gartenzwergfabrik in Landwitz zugute. An dem ehemaligen volkseigenen Betrieb „Rote Mütze“ hängt jedoch ebenso Bürgermeister Kuhn, der sich das Grundstück für ein Autobahnprojekt unter den Nagel reißen will.
Die Familie teilt sich auf und versucht, sich Vorteile zu verschaffen. Tochter Jacqueline tourt durch Dresden, während Mutter Rita Bürgermeister Kuhn bezirzt, der sich jedoch mehr für seine Vogelbeobachtung zu interessieren scheint. Udo wird schließlich das Angebot gemacht, die Fabrik für eine symbolische Mark zu verkaufen. Andernfalls würde er enteignet – es sei denn, er kann eine Million Mark auftreiben, die als Investitionsbeweis gelten sollen und so die Enteignung verhindern könnten.
Kurz darauf trifft Udo den Abenteurer Charlie, der sich von seinem Ziel, den Osten mit Kondomen zu versorgen, schnell verabschiedet. Charlie steckt Udo jedoch mit seinem Unternehmergeist an und bringt ihn auf die Idee, zu dem Mann zu reisen, der das Haus der Struutz’ auf dem Gewissen hat: William Buck. In New York angekommen, macht Udo den Investor durch einen Wutausbruch auf sich aufmerksam und bekommt schließlich einen Auftrag für die Gartenzwergproduktion im Wert von einer Million Dollar. Zurück in der Heimat, kann Udo mit dem Scheck die Enteignung verhindern und die Produktionsstätte für Gartenzwerge erhalten. Dank Jacquelines Initiative, die den Trabant „Schorsch“, der von Skinheads von der Augustusbrücke in Dresden auf einen Altmetallkahn gestoßen wird, vor der Verschrottung bewahrt hat und wieder im alten (hellblauen) Glanz hat herrichten lassen, kommt es nun auch zur Wiedervereinigung der Familie Struutz. In einer letzten Begegnung verabschiedet sich Udo von Charlie, der auf dem Weg zum Ural ist, weil es für ihn den „wilden Osten“ schon nicht mehr gibt.

## Hintergrund
Go Trabi Go 2 – Das war der wilde Osten kam am 20. August 1992 in die deutschen Kinos, konnte jedoch nicht an den Erfolg des Vorgängers anknüpfen. Die Fernsehpremiere folgte am 5. November 1995 auf ProSieben.
Die Dreharbeiten fanden von April bis Juni 1992 in den Bavaria Filmstudios sowie an Originalschauplätzen in Bitterfeld, Dresden, München und New York statt. Drehorte waren unter anderem in der Titelsequenz die Possendorfer Straße „K9013“ mit dem Wanderwegweiser bei Karsdorf, der Bahnübergang in Rabenau, das ehemalige Schwimmbad in Kleinnaundorf, das Schloss Burgk als Bürgermeister Kuhns Wohnhaus, die Semperoper, die Augustusbrücke und der Flughafen in Dresden und verschiedene Orte in der Sächsischen Schweiz.

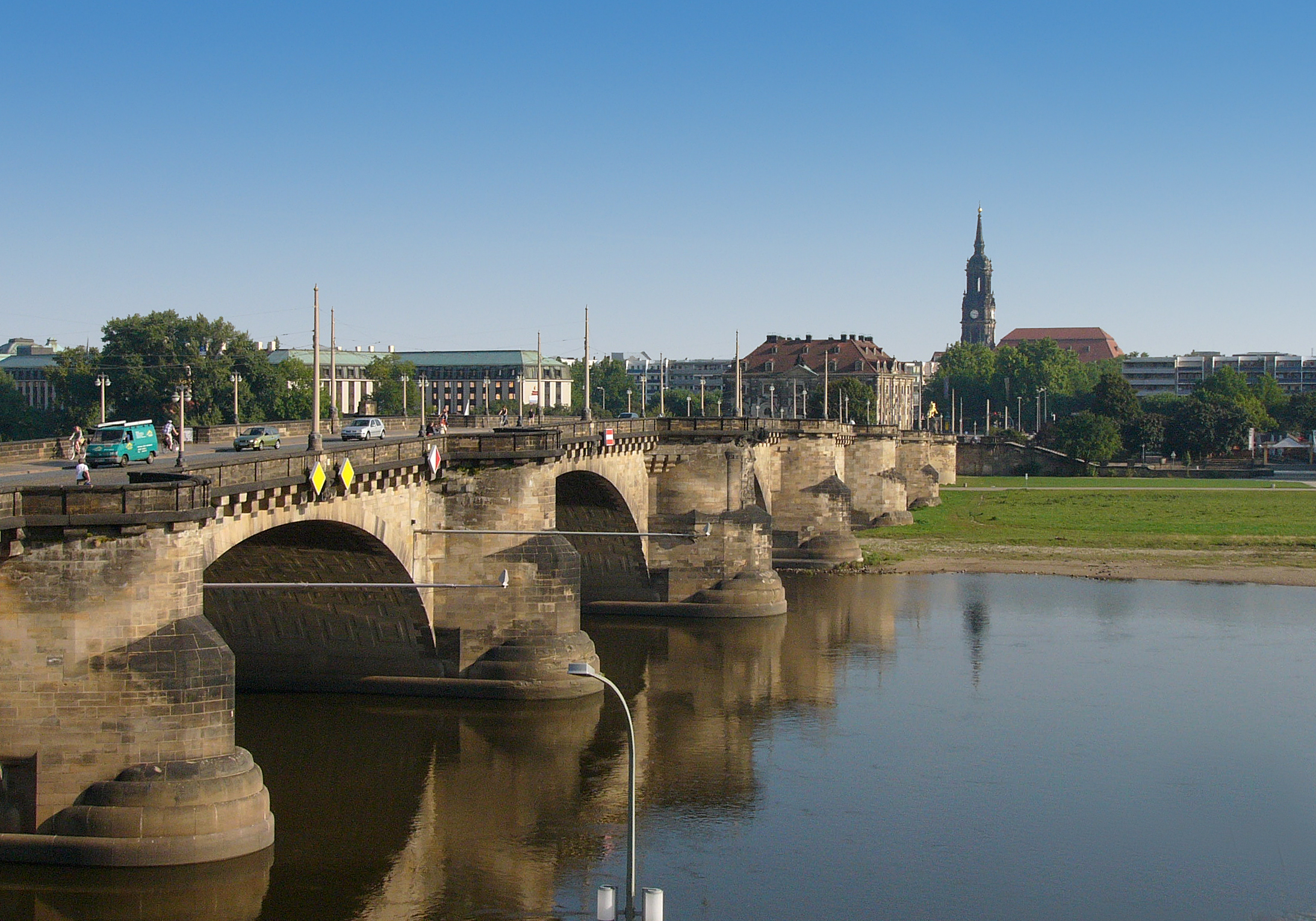
Die Augustusbrücke in Dresden, von der im Film Trabant „Schorsch“ von Skinheads auf einen Altmetallkahn gestoßen wird.

Während der Trabant in Go Trabi Go noch Mittelpunkt der Handlung war, steht er in der Fortsetzung eher im Hintergrund.

## Soundtrack
Für den Film wurden zahlreiche bekannte Musiktitel verwendet, die bei Polydor 1992 auf CD erschienen sind.
- Slade:
  - Far Far Away
  - Look Wot You Dun
  - I Don' Mind
  - Universe
  - Everyday

- Chris De Belle:
  - Black Satin
  - Take Me In Your Arms Again
  - True Love
  - Wieder Daheme

- West Lake Orchestra:
  - True Love
  - Wieder Daheme
- G. G. Anderson: Mädchen, Mädchen
- U 96: Das Boot
- Wolfgang Stumph: Das War Der Wilde Osten
- Taco: Heartbreak City

## Kritiken
„Zahme Komödie, die sich letztlich besser auf Fremdenverkehrswerbung versteht als auf satirische Seitenhiebe gegen neue deutsche Realitäten.“

„Während der erste Trabi mit 1,5 Millionen Besuchern durchstartete, kam der zweite mangels Komik nie in Fahrt. Fazit: Als Satire gemeint, als Posse verpufft.“

„Nach dem Erfolg von Peter Timms Kinokomödie Go Trabi Go entstand schon im Jahr darauf diese Fortsetzung, die aber nicht mehr den Witz und vor allem die Originalität des Vorläufers erreicht. Dies liegt vor allem an der Regie von Koautor Reinhard Kloos und Wolfgang Büld, die statt hintergründigem Humor und Situationskomik wie in Teil eins nur alberne und vorhersehbare Schenkelklopfer-Witze produzierten. Daran kann auch die prominente Darsteller-Riege nichts ändern.“